# Jules Dumont d'Urville
Jules Sébastien César Dumont d'Urville (23. maj 1790 i Condé-sur-Noireau – 8. maj 1842 i Meudon) var en fransk opdagelsesrejsende, flådeofficer og kontreadmiral, der udforskede den sydlige og vestlige del af Stillehavet, Australien, New Zealand og Antarktis. 